# Jissen kobudo
Jissen kobudo är en japansk budoskola, vars organisation heter Jinenkan. Jinenkan grundades av Fumio Manaka 1996, då han lämnade Masaaki Hatsumis organisation Bujinkan för att gå sin egen väg.
I jissen kobudo tränas traditionella japanska kampkonster med rötter flera hundra år tillbaka i tiden, kobudo. Stilen omfattar ett antal traditionella skolor, ryu-ha, som alla grundades före Meiji-perioden vilken inleddes 1868. Skolorna betraktas i vissa fall som koryu, autentiska gamla stridsstilar, och träningen har därmed delvis annat syfte än den i gendai budo, de moderna japanska budoarterna. De skolor som tränas inom jissen kobudo är Gyokko ryu, Koto ryu, Kukishin ryu, Takagi yoshin ryu, Shinden fudo ryu, Togakure ryu samt Jinen ryu. I träningen ingår taijutsu (obeväpnad strid), kenjutsu (svärd), bojutsu (stavar), sojutsu (spjut), naginatajutsu (hillebard) och mycket mer.